# On My Way (chanson de Cocoon)
Pour les articles homonymes, voir On My Way.
Singles de Cocoon
// Chupee
Pistes de My Friends All Died in a Plane Crash 
Vultures Seesaw
On My Way est le premier single de Cocoon extrait de leur premier album, My Friends All Died in a Plane Crash. 
Il permet au duo de se faire connaître, le clip étant largement diffusé sur les chaînes musicales et la chanson passant régulièrement sur certaines radios (OuïFM, Virgin radio).
Le clip du single représente Mark et Morgane dans un univers enfantin avec des pandas, des avions, des montagnes. La chanson est utilisée, tout comme Chupee, dans plusieurs pubs télévisées.
8 000 exemplaires d'On My Way ont été téléchargés[réf. nécessaire].